# Toma de la Ciudad de México (1863)
La Toma de la Ciudad de México tuvo lugar el 10 de junio de 1863 en la Ciudad de México en México. Tan pronto como el gobierno federal salió de la capital, el general Bruno Martínez, comandante de la guarnición de la plaza, lanzó un manifiesto en favor de la intervención, reconociendo a Federico Forey como autoridad máxima en México. El 10 de junio, el grueso del Ejército francés entró en la ciudad a las órdenes directas de Forey junto con los generales Aquiles Bazaine, Juan Nepomuceno Almonte y Leonardo Márquez. 